# 内田昂輔
内田 昂輔（うちだ こうすけ、1987年10月2日 - ）は京都府京都市出身の元サッカー選手、現サッカー指導者。現役時代のポジションはディフェンダー、ミッドフィールダー。本名は山崎 昂輔（やまざき こうすけ） で登録名も一時山崎姓に変更していたが、現在は再び内田姓に戻している。

## 来歴
2010年、立命館大学より大分トリニータに加入。元々のポジションは左サイドハーフだが、2010年は大分に同じポジションのキム・ボギョンがいたため、左SBとしてもプレーした。翌2011年は公式戦出場無しに終わり契約満了となり退団。2012年より、FC琉球へ完全移籍。
2013年2月に伊藤健史と共にモンテネグロ・プルヴァ・ツルノゴルスカ・フドバルスカ・リーガのOFKグルバリ・ラダノヴィチに加入した。
同年2部リーグのFKボケリ・コトルにレンタル移籍をしたが、13/14シーズンの開幕を前にオーストリア4部リーグドイチェランドバーグSCへ移籍。しかし、急遽帰国し、同年11月に関西サッカーリーグ2部の京都紫光サッカークラブに移籍。
2016年より、バーレーンのブダイヤクラブに移籍し、同国初の日本人選手となる。
2017年、インドネシア1部のプルセラ・ラモンガンに移籍。
2018年1月、ミャンマーのヤンゴン・ユナイテッドFCに移籍。
2019年8月、インドネシア1部のバリト・プトラに移籍するも、同年限りで退団。その後は所属クラブが決まらずにいた。
2020年12月、2021年シーズンよりカンボジア・シェムリアップ州に本拠地を置くアンコールタイガーFCへの加入が発表された。
2022年はインドの2クラブでプレーし、同年末に現役引退。2023年2月から追手門学院大学サッカー部監督に就任。

## 所属クラブ
- 2000年 - 2002年 京都紫光サッカークラブ
- 2003年 - 2005年 滝川第二高等学校
- 2006年 - 2009年 立命館大学
- 2010年 - 2011年  大分トリニータ
- 2012年  FC琉球
- 2013年 - 2013年6月  OFKグルバリ・ラダノヴィチ
  - 2013年7月  FKボケリ・コトル（レンタル移籍）
- 2013年7月 - 10月  ドイチェランドバーグSC
- 2013年11月 - 2014年3月  京都紫光サッカークラブ
- 2014年4月 - 2015年  ラオ・ランサーン・イントラFC/ランサーン・ユナイテッドFC
- 2016年 - 2017年  ブダイヤクラブ
- 2017年  ペルセラ・ラモンガン
- 2018年 - 2019年  ヤンゴン・ユナイテッドFC
- 2019年  バリト・プトラ
- 2021年  アンコールタイガーFC
- 2022年3月 - 7月  デリーFC
- 2022年8月 - 12月  スデバ・デリーFC

## 個人成績
| 国内大会個人成績 | 国内大会個人成績 | 国内大会個人成績 | 国内大会個人成績 | 国内大会個人成績 | 国内大会個人成績 | 国内大会個人成績 | 国内大会個人成績 | 国内大会個人成績 | 国内大会個人成績 | 国内大会個人成績 | 国内大会個人成績 |
| 年度             | クラブ           | 背番号           | リーグ           | リーグ戦         | リーグ戦         | リーグ杯         | リーグ杯         | オープン杯       | オープン杯       | 期間通算         | 期間通算         |
| 年度             | クラブ           | 背番号           | リーグ           | 出場             | 得点             | 出場             | 得点             | 出場             | 得点             | 出場             | 得点             |
| 日本             | 日本             | 日本             | 日本             | リーグ戦         | リーグ戦         | リーグ杯         | リーグ杯         | 天皇杯           | 天皇杯           | 期間通算         | 期間通算         |
| ---------------- | ---------------- | ---------------- | ---------------- | ---------------- | ---------------- | ---------------- | ---------------- | ---------------- | ---------------- | ---------------- | ---------------- |
| 2010             | 大分             | 22               | J2               | 19               | 0                | -                | -                | 2                | 0                | 21               | 0                |
| 2011             | 大分             | 22               | J2               | 0                | 0                | -                | -                | 0                | 0                | 0                | 0                |
| 2012             | 琉球             | 3                | JFL              | 15               | 1                | -                | -                | 1                | 0                | 16               | 1                |
| 通算             | 日本             | 日本             | J2               | 19               | 0                | -                | -                | 2                | 0                | 21               | 0                |
| 通算             | 日本             | 日本             | JFL              | 15               | 1                | -                | -                | 1                | 0                | 16               | 1                |
| 総通算           | 総通算           | 総通算           | 総通算           | 34               | 1                | 0                | 0                | 3                | 0                | 37               | 1                |